# Parellipsidion inaculeatum
Parellipsidion inaculeatum är en kackerlacksart som beskrevs av Johns 1966. Parellipsidion inaculeatum ingår i släktet Parellipsidion och familjen småkackerlackor. Inga underarter finns listade i Catalogue of Life.